# Леон Гувара
Леон Гувара (нім. Leon Guwara, нар. 28 червня 1996, Кельн, Німеччина) — німецький футболіст, що грає на позиції захисника.

## Клубна кар'єра
Станом на 2016 рік:
| Клуб             | Клуб             | Клуб               | Ліга | Ліга | Кубок | Кубок | Загалом | Загалом |
| Сезон            | Клуб             | Ліга               | Ігри | Голи | Ігри  | Голи  | Ігри    | Голи    |
| Німеччина        | Німеччина        | Німеччина          | Ліга | Ліга | Кубок | Кубок | Загалом | Загалом |
| ---------------- | ---------------- | ------------------ | ---- | ---- | ----- | ----- | ------- | ------- |
| 2008–14          | «Вердер II»      | Регіоналліга Захід | 43   | 3    | —     | 0     | 43      | 0       |
| 2010–15          | «Вердер»         | Бундесліга         | 1    | 0    | 0     | 0     | 24      | 0       |
| 2016–            | «Дармштадт 98»   | Бундесліга         | 3    | 0    | 0     | 0     | 1       | 0       |
| Загалом          | Німеччина        | Німеччина          | 47   | 3    | 0     | 0     | 47      | 0       |
| За всієї кар'єри | За всієї кар'єри | За всієї кар'єри   | 47   | 3    | 0     | 0     | 47      | 0       |